# El elixir de amor
El elixir del amor (también, El elíxir del amor; título original en italiano, L'elisir d'amore) es un melodramma giocoso operístico en dos actos con música de Gaetano Donizetti y libreto en italiano de Felice Romani, basado en el libreto Le philtre (1831), de Eugène Scribe, para la ópera de Daniel-François Auber. Se trata de una de las óperas más frecuentemente interpretadas de todas las de Donizetti, y hay buen número de grabaciones. El número musical más conocido de la ópera es el aria "Una furtiva lagrima".

## Historia
A causa de un encargo frustrado, Alessandro Lanari, empresario del Teatro della Canobbiana de Milán, le pidió a Donizetti que compusiera una ópera en el breve término de dos semanas. Felice Romani, colaborador asiduo del compositor, empleó buena parte de este lapso para escribir el texto. El tema no era original, ya que se basaba en un libreto escrito por Eugène Scribe para Daniel Auber, Le philtre (1831), inspirado a su vez en Il filtro de Silvio Malaperta, traducido al francés por Stendhal. La temática bucólica consiguió que Donizetti y Romani se alejaran de los enfrentamientos con los censores, que tantos problemas ocasionaron a los autores de la época, y que motivó que Ugo, conte di Parigi (también con texto de Romani), padeciera unas modificaciones tan sustanciales que se hubo de retirar del escenario de la Scala después de sólo cuatro representaciones.
El ritmo de trabajo agotador no era excepcional en aquellos tiempos en los cuales los teatros, obedeciendo a la costumbre de épocas anteriores, exigían nuevas creaciones en forma sostenida. La creación, concebida en tan corto término, logró el éxito y la inmortalidad, manteniéndose en cartel desde el primer momento. Los autores eran más experimentados; y los conocieron tan bien, como para hacer de El elixir de amor una obra maestra. El ámbito bucólico era ideal para escenificar una historia sencilla no sin contenido profundo, en la cual exhibiesen diversos arquetipos humanos que son reflejo directo de los caracteres de la comedia del arte.
En la obra encontramos la superficialidad y la frivolidad de Adina, el descaro y la vulgaridad del sargento Belcore, en el vendedor charlatán Dulcamara -arquetipo del embaucador que va de pueblo en pueblo, y que se ha visto hasta en los westerns- encontramos la astucia, el aprovechamiento y la mala fe ocultados tras una gran simpatía. El elixir de amor sería un muestrario de vicios y defectos, si no fuese gracias a la presencia de Nemorino, el campesino sencillo e ingenuo, capaz de vivir los grandes sentimientos que otros desconocen. Nemorino, simplemente, ama. 
Fue estrenada en el Teatro della Canobbiana de Milán el 12 de mayo de 1832. Sus intérpretes principales fueron Sabina Heinefetter (Adina), Giovanni Battista Gènere (Nemorino), Giuseppe Frezzolini (Dulcamara) y Henry Bernard Debadie (Belcore). El éxito fue tan grande que la ópera permaneció en cartel durante treinta y dos días consecutivos. A medida que se fue dando a conocer en la península y en los otros teatros del mundo, jamás salió del repertorio. En España, se estrenó en el Teatro de la Santa Cruz de Barcelona, el 5 de mayo de 1833 y se ofreció rápidamente en Madrid (1833), Lisboa y Berlín (1834), Viena (1835), Praga y Londres (1836). La primera representación en inglés tuvo lugar en Nueva York el 18 de junio de 1838, luego en el Metropolitan Opera el 23 de enero de 1904. Llegó a París y Varsovia en 1839; a Bruselas, Basilea y Estocolmo en 1840; a Río de Janeiro en 1841; y en La Paz (Bolivia) el 24 de marzo de 1847.

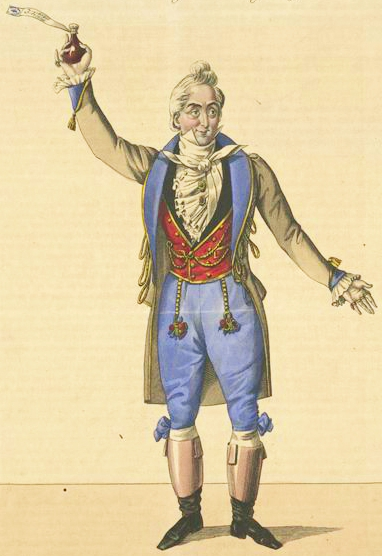
Giuseppe Frezzolini, en el papel del doctor Dulcamara.

Esta sigue siendo una de las óperas más populares; en las estadísticas de Operabase aparece la n.º 12 de las cien óperas más representadas en el período 2005-2010, siendo la 7.ª en italiano y la primera de Donizetti. Junto a El barbero de Sevilla de Gioachino Rossini, y Las bodas de Fígaro de Wolfgang Amadeus Mozart, es la ópera cómica más conocida y representada del repertorio. Posee hermosas melodías y un buen libreto. Contiene la popular aria "Una furtiva lagrima", una de las más famosas y a menudo interpretadas por tenores de toda la historia de la ópera.[cita requerida]

## Personajes
| Personaje:                                         | Tesitura | Elenco del estreno, 12 de mayo de 1832 (Director: Alessandro Rolla) |
| -------------------------------------------------- | -------- | ------------------------------------------------------------------- |
| Nemorino, campesino                                | tenor    | Gianbattista Genero                                                 |
| Adina, terrateniente                               | soprano  | Sabine Heinefetter                                                  |
| Dulcamara, charlatán                               | bajo     | Giuseppe Frezzolini                                                 |
| Belcore, sargento                                  | barítono | Henri-Bernard Dabadie                                               |
| Giannetta, campesina                               | soprano  | Marietta Sacchi                                                     |
| Coro: campesinos y soldados del pelotón de Belcore |          |                                                                     |

## Argumento
Lugar: un pequeño pueblo italiano..
La edición inglesa de Schirmer de la partitura afirma que la acción tiene lugar "en una pequeña localidad italiana".
Tiempo: finales del siglo XVIII

### Acto I
Esta ópera cómica comienza con Nemorino, un joven campesino melancólico e ingenuo, enamorado de Adina, una bella terrateniente, quien atormenta a Nemorino con su indiferencia. Cuando Nemorino oye a Adina leyendo a sus trabajadores la historia de Tristán e Isolda, está convencido de que una poción mágica le conseguirá el amor de Adina. Tiene miedo de que ella ame al sargento Belcore, que se da demasiada importancia, quien aparece con su regimiento e inmediatamente propone matrimonio a Adina en frente de todo el mundo. Aparece un charlatán, el doctor Dulcamara, quien vende una botella que lo cura todo. Desesperado, Nemorino le pide inocentemente si tiene algo parecido a la poción amorosa de Isolda. Dulcamara dice que sí, y Nemorino le compra el misterioso elixir que vende el doctor Dulcamara, con un precio que es igual al dinero que tiene Nemorino en sus bolsillos.
Se trata, de hecho, de vino de Burdeos, cosa que ignora Nemorino. Y, para lograr escaparse a tiempo, Dulcamara le dice a Nemorino que la poción no tendrá efectos hasta el día siguiente. Nemorino lo bebe y siente sus efectos inmediatamente. Animado por el "elixir", Nemorino se encuentra con Adina y aunque ella bromea con él sin piedad, la audiencia siente que la atracción podría ser mutua, si no fuera por la petición de matrimonio del impresionante y pomposo sargento. De hecho, su boda se ha fijado para dentro de seis días. La confianza de Nemorino en que al día siguiente él ganará a Adina gracias al elixir, hace que él actúe con indiferencia hacia ella. Este hecho irrita todavía más a Adina, pero ella intenta ocultar sus sentimientos. Por despecho, anuncia su casamiento inminente con Belcore, pues él ya ha recibido órdenes de que debe embarcar al día siguiente. Tanto Adina como el sargento advierten la reacción de Nemorino ante esta noticia, el sargento con resentimiento y Adina con desesperación. Nemorino siente pánico, por supuesto, y desesperado, pide ayuda a Dulcamara.

### Acto II
La fiesta de la boda de Adina. Allí está el doctor Dulcamara, e interpreta una canción con Adina para entretener a los invitados. Llega el notario para hacer oficial el matrimonio. Adina está triste al ver que Nemorino no ha aparecido. Todo el mundo entra para firmar el contrato de matrimonio. Pero Dulcamara permanece afuera, sirviéndose bien de bebida y comida. Nemorino aparece, habiendo visto el notario, se da cuenta de que ha perdido a Adina. Al ver el doctor, frenéticamente le ruega una nueva dosis del elixir milagroso que acabe de decidir a Adina, un elixir que actúe de forma inmediata. 
Pero como no tiene dinero, el doctor lo rechaza, desapareciendo dentro. Sale el sargento, solo, preguntándose en alto por qué Adina de repente ha retrasado la boda y la firma del contrato. Nemorino ve a su rival, pero es incapaz de hacer nada. El sargento pregunta sobre la tristeza de Nemorino. Cuando Nemorino le dice que no tiene dinero, Belcore inmediatamente sugiere que si se alista en el ejército como soldado, él le pagará inmediatamente. Presenta un contrato, que Nemorino firma (con una X) a cambio de veinte escudos que Belcore le entrega en ese mismo momento y lugar. Nemorino privadamente jura ir corriendo donde Dulcamara para más poción, mientras Belcore se imagina que se ha librado fácilmente de su rival enviándole a la muerte.
Más tarde, esa misma tarde, las chicas del pueblo cotillean que Nemorino ha heredado una gran fortuna de su fallecido tío, sin que él lo sepa. Ven a Nemorino, quien claramente ha gastado el dinero militar y ha comprado y consumido una gran cantidad de "elixir" (de nuevo vino) del doctor Dulcamara. Las mujeres lo persiguen, lo cual el chico atribuye a la eficacia milagrosa del elixir. Adina ve a Nemorino en un estado de ánimo alegre y, al verlo rodeado de mujeres y atrapado en el júbilo que le proporcionó el "elixir", se siente descorazonada al creer que él la ha olvidado. Se encuentra con el doctor Dulcamara y le pregunta qué le ha pasado. Entonces, Dulcamara, sin saber que Adina es el objeto de los afectos de Nemorino, le explica que logró engañar a Nemorino con la historia del elixir y que ha vendido su libertad para conseguir más dinero para este, gastándose hasta el último penique en el elixir. En este momento, Adina reflexiona sobre lo cruel que ha sido siempre con el chico y comprende, finalmente, cuánto la amaba, y se enternece por la fidelidad y la pasión del muchacho. Dulcamara interpreta este comportamiento como algún tipo de condición que requiere una cura con alguna de sus pociones.
Se marchan. Nemorino aparece solo, pensativo, reflexionando sobre una lágrima que él vio en los ojos de Adina cuando él la ignoró antes. Basándose solo en esa lágrima, queda sinceramente convencido de que Adina lo ama. Ella entra, preguntándole por qué ha elegido servir en el ejército y abandonar la ciudad. Cuando Nemorino dice que está buscando una vida mejor, Adina le responde diciendo que él es amado, y que ella ha comprado su contrato militar del sargento Belcore. Ella ofrece el contrato cancelado a Nemorino, pidiéndole que lo tome. Él es ahora libre. Ella dice, no obstante, que si se queda, nunca más estará triste. Conforme él coge el contrato Adina se vuelve para salir. Nemorino cree que ella está abandonándolo y corre desesperado, jurando que si no es amado, si el elixir no ha funcionado y el doctor lo ha engañado, entonces él bien podría marcharse y morir como soldado. Adina lo detiene y confiesa que ella le ama. Nemorino está feliz. Adina le ruega que la perdone por haber bromeado con él. Él lo hace con un beso. 
El sargento regresa, y ve a los dos abrazados. Adina le dice que ella ama a Nemorino y deshace su compromiso. El sargento se toma bien la noticia, y responde que hay muchas otras mujeres en el mundo, y tiene a su alcance todas las mujeres que quiera. Dulcamara empaqueta sus cosas y asoma por una puerta, y declara que toda la situación es debido a su prodigiosa poción mágica, y que será feliz de proporcionar elixir para la siguiente conquista del sargento. Se ha reunido un grupo de gente, y todos están de acuerdo en que el elixir ha funcionado, todos corren a comprar botellas del «elixir amoroso» y se unen en un cariñoso adiós al doctor.

## Instrumentación
La partitura está escrita para las voces solistas, un coro mixto (SSTTB) y una orquesta formada por:
- Viento madera: 2 flautas (la segunda doblando al flautín), 2 oboes, 2 clarinetes, 2 fagotes.
- Viento metal: 2 trompas, 2 trompetas, 3 trombones.
- Percusión: timbales, bombo, platillos.
- Cuerda: 1 arpa y una sección de cuerdas con violines I y II, violas, violonchelos y contrabajos.
- En escena: corneta, tambor, banda (no especificada).
- Para los recitativos: pianoforte (violonchelo y contrabajo ad libitum).

## Estructura y análisis
Acto I
- Preludio y Coro de introducción: Bel conforto al mietitore (Qué comodidad para el agricultor) (Giannetta, Coro)
- Cavatina: Quanto è bella, quanto è cara (¡Oh, qué encanto, oh qué hermoso!) (Nemorino, Giannetta, Coro)
- Escena y Cavatina: Benedette queste carte... Della crudele Isotta (¡Qué fascinante historia! ... El amor por la cruel Isolda) (Adina, Giannetta, Nemorino, Coro)
- Marziale
  - Cavatina: Come Paride vezzoso (Paris guapo, en la historia) (Belcore, Adina, Giannetta, Nemorino, Coro)
  - Recitativo: Intanto, o mia ragazza (Mientras tanto, mi encantadora dama) (Belcore, Adina, Coro)
- Escena y Dúo: Una parola o Adina... Chiedi all'aura lusinghiera (Escúchame un momento, Adina. ... Pregúntele a la brisa caprichosa que vaga) (Nemorino, Adina)
- Coro: Che vuol dire codesta sonata? (¿Qué es lo que la trompeta está sonando?) (Coro)
- Cavatina: Udite, udite, o rustici (Atención, atención, oh, aldeanos) (Dulcamara, Coro)
- Recitativo y Dúo: Ardir! Ha forse il cielo mandato... Voglio dire, lo stupendo elisir (¡Sé valiente! Podría ser el cielo ha respondido ... Solicité ese estupendo encanto de amante) (Nemorino, Dulcamara)
- Final I
  - Recitativo: Caro elisir! sei mio! (Poción de amor, te tengo!) (Nemorino)
  - Escena y Dúo: Lallarallara... Esulti pur la barbara (Lallarallara ... Mi sufrimiento y miseria) (Nemorino, Adina)
  - Terceto: Tran, tran, tra. In guerra ed in amor (Tran, tran, tran. Tanto en el amor como en la guerra) (Belcore, Adina, Nemorino)
  - Escena y Cuarteto: Signor sargente, di voi richiede la vostra gente... Adina credimi (¿Dónde está el sargento, quieren el sargento, sus hombres están llamando, dicen que es urgente. ... Adina, confía en mí) (Giannetta, Belcore, Nemorino, Adina, Coro)

Acto II
- Coro de Introducción: Cantiamo, facciam brindisi (Vamos a cantar una canción de beber y brindar por el par de tal nobleza) (Belcore, Dulcamara, Giannetta, Adina, Coro)
- Recitativo: Poiché cantar vi alletta (Dado que el canto te da placer) (Dulcamara, Belcore, Giannetta, Coro)
- Barcarola: Io son ricco e tu sei bella (Soy rico y eres bonita) (Dulcamara, Adina, Coro)
- Recitativo: Silenzio! È qua il notaro (¡Atención! Aquí está el funcionario) (Belcore, Dulcamara, Adina, Giannetta, Coro)
- Recitativo: Le feste nuziali (Estas celebraciones de boda) (Dulcamara, Nemorino)
- Escena y Dúo: La donna è un animale stravagante... Venti scudi (Una mujer es una criatura ... ¡Veinte escudos!) (Belcore, Nemorino)
- Coro: Saria possibile (¿Puede ser posible?) (Coro)
- Cuarteto: Dell'elisir mirabile (Elixir tan milagroso) (Nemorino, Giannetta, Adina, Dulcamara, Coro)
- Recitativo y Dúo: Come sen va contento... Quanto amore (¡Cómo puede parecer tan feliz! ... ¡Cómo me amaba!) (Adina, Dulcamara)
- Romanza: Una furtiva lagrima (Suavemente una lágrima furtiva cayó) (Nemorino)
- Recitativo: Eccola. Oh! qual le accresce beltà (Ahí está ella ... ¡Oh! ¡Cómo ha crecido su belleza!) (Nemorino, Adina)
- Aria (Dúo): Prendi, per me sei libero (Tómalo, te doy libertad) (Adina, Nemorino)
- Final II
  - Recitativo: Alto! Fronte! (¡Todo detenido! Frente a la cara) (Belcore, Adina, Dulcamara, Nemorino, Giannetta, Coro)
  - Aria final: Ei corregge ogni difetto (Embellecerá las características) (Dulcamara, Adina, Nemorino, Belcore, Coro)

### Análisis
Junto con Don Pasquale y El barbero de Sevilla, El elixir de amor es una de las más encantadoras joyas de la ópera cómica del siglo XIX, así como una de las cimas de la producción de Gaetano Donizetti, por su frescura vocal, la acertada caracterización de los personajes y la entrañable ternura que supo imbuir en unos arquetipos para dotarlos de humanidad, además de una partitura con una inspiración y frescura que no decae en ningún momento. Nacida como una simple obra de circunstancias porque el compositor anunciado no había presentado su obra en el término previsto, el músico bergamasco sólo tuvo catorce días para conseguir esta obra maestra (en la cual aprovechó acertadamente números pertenecientes a obras anteriores), que obtuvo un éxito triunfal que no fue eclipsado de entonces en adelante. Una obra en la que el reír se convirtió en sonreír y esto se cubre con una pátina de melancolía como en la célebre aria de Nemorino "Una furtiva lagrima".
La música de El elixir de amor no es inferior a la de Don Pasquale en chispa y brillantez. No obstante, el punto débil es la trama, insulsa e infantil. La música de Donizetti es considerada fresca, graciosa y ocasionalmente tierna.

## Extractos famosos
Acto I
- Quanto è bella, quanto è cara ("Cuán bella es") — cavatina de Nemorino, escena 1
- Della crudele Isotta ("De la cruel Isolda") — Adina en el Acto I, escena 1
- Come Paride vezzoso ("Justo como el encantador Paris") — cavatina "marcial" de Belcore en la escena 1
- Chiedi all'aura lusinghiera — Dúo de Adina y Nemorino. Como Don Pasquale, esta ópera tiene una extremada gracia en su construcción, y muy brillante y alegre en sus efectos musicales, particularmente en los dúos.
- Udite, udite, o rustici! ("¡Oíd, oíd, oh, rústicos!") — cavatina del doctor Dulcamara en la escena 2; es una admirable canción bufa, comenzando con el recitativo "Udite, udite, o rustici", en la que el doctor Dulcamara describe sus mercancías a los rústicos.
- Voglio dire...; Obbligato, ah! ("Quiero decir...; ¡Ah! Agradecido") — dúo entre Dulcamara y Nemorino, de gran encanto en su espíritu y humor.
- Esulti pur la barbara ("Regocíjese pues la bárbara") — Dúo de Adina y Nemorino en Acto I, escena 2

Acto II
- Barcarola para dos voces Io son ricco e tu sei bella ("Yo soy rico y tu eres bella") — Dulcamara, Cuadro I; como el dúo entre Dulcamara y Nemorino del Acto I, este también es de gran encanto en su espíritu y humor.
- Ai perigli della guerra ("A los peligros de la guerra") — Dúo de Nemorino y Belcore, Cuadro I.
- Quanto amore!; Una tenera occhiatina ("¡Cuánto amor!; Una tierna miradita") - Dúo de Adina y Dulcamara en Cuadro II.
- Una furtiva lagrima ("Una furtiva lágrima") — Nemorino en Cuadro II; es una bella romanza para tenor, la pieza más conocida de la ópera, de popularidad mundial, y que tiene la misma relación con el conjunto de la obra como la Serenata de Don Pasquale.[8]
- Prendi, per me sei libero ("Tómalo, te he liberado") — aria de Adina en Cuadro II.

## Arreglos y adaptaciones
En 1840 Richard Wagner arregló la obra para piano solo. W. S. Gilbert escribió una burlesca de la ópera, Dulcamara, or the Little Duck and the Great Quack, en 1866.
En 2011 Divaria Productions en la ciudad de Nueva York ambientó la ópera en un campo de golf de la época moderna.

## Discografía
Aparte de las grabaciones íntegras de la ópera, el aria «Una furtiva lágrima» ha sido registrada por numerosos tenores. Se consideran de excepcional calidad las grabaciones de Enrico Caruso (1902, 1904, 1911) (álbum integral), BMG; Tito Schipa (1928, recital), PEARL y Beniamino Gigli (1933, recital), para la EMI.